# بيتر كلايست
بيتر كلايست (بالألمانية: Peter Kleist)‏ (و. 1904 – 1971 م) هو مؤلف، وصحفي، ودبلوماسي ألماني، كان عضوًا في الحزب النازي، كان عضوًا في شوتزشتافل، توفي عن عمر يناهز 67 عاماً.